# Barbarella (Film)
Barbarella ist ein Science-Fiction-Film des französischen Regisseurs Roger Vadim aus dem Jahr 1968, der durch seine Ausstattung und die von dem Designer Paco Rabanne inspirierten Kostüme wegweisend für die Pop-Art-Ära in der Filmbranche wurde. Er wurde parallel in englischer und französischer Sprache gedreht und war insbesondere in Großbritannien  sehr erfolgreich, wo er die zweithöchsten Einnahmen des Filmjahrs 1968 erzielte. Vorlage waren die gleichnamigen Comics des französischen Zeichners Jean-Claude Forest, die ab 1962 in dem französischen V-Magazine und später auch in Buchform erschienen.
Die Hauptfigur Barbarella reist durch die Galaxis und erlebt zahlreiche und überwiegend erotische Abenteuer. Gleich in der berühmt gewordenen Anfangsszene zeigt sie einen Striptease in scheinbarer Schwerelosigkeit. Später wird sie von einem behaarten Draufgänger in die althergebrachte Form der Sexualität eingeführt, trifft auf einen blonden Engel und eine sadomasochistische Königin, bringt ein „Orgasmotron“ zum Schmelzen und tauscht mit einem schüchternen Rebellen „Verzückungspillen“ aus.
Die Hauptdarstellerin Jane Fonda fühlte sich mit der Rolle, die Sophia Loren und Brigitte Bardot abgelehnt hatten, zutiefst unwohl und bedauerte, dass der Film so wenig „feministisch“ geworden war, schrieb in ihren Memoiren allerdings auch, niemand habe sie gezwungen, den Film zu drehen, weshalb sie sich „nicht ausgenutzt“ vorkomme.

## Handlung
Im Jahr 40.000 erhält die Astronautin Barbarella (Jane Fonda) vom Präsidenten der Erde den Auftrag, den im Tau-Ceti-Sonnensystem verschollenen Wissenschaftler Durand Durand (Milo O’Shea) zu finden und ihn an der Entwicklung einer Laser-Waffe mit Positronen-Strahlen zu hindern, die den jahrhundertelangen galaktischen Frieden bedrohen könnte. Streng genommen ist ihr Beruf nicht Astronautin, sondern Astronavigatrice. Mit dem gegenseitigen Gruß „Sieg der Liebe“ verabschieden sich Regierungschef und Barbarella voneinander. Auf dem Weg zu dem 16. Planeten von Tau Ceti, wo Durand Durand offenbar abgestürzt ist, gerät Barbarella mit ihrem Raumschiff in einen „elektrischen Strudel“ der Atmosphäre und muss in einer Eis-Landschaft notlanden.
Den Trümmern kaum entkommen, wird Barbarella von zwei Kindfrauen bewusstlos geschlagen, gefesselt und von Roboter-Puppen mit messerscharfen Zähnen attackiert. Gerettet wird sie in letzter Sekunde von Mark Hand (Ugo Tognazzi), einem stark behaarten Kerl, der durchs Eis patrouilliert, um entlaufene Kinder zu fangen und ein besonderes Faible für althergebrachten Sex hat. Dieser ist auf der Erde längst ersetzt durch sogenannte „Verzückungsübertragungspillen“, die Geschlechtsverkehr simulieren. Doch Barbarella genießt auch die traditionelle Variante. Mark Hand und seine Crew, bestehend aus zwei Robotern, machen sich nützlich, bringen Barbarella zu ihrem beschädigten Raumschiff zurück und reparieren es notdürftig. Offenbar zu nachlässig, denn Barbarella stürzt abermals ab.
Diesmal findet sich die Abenteurerin in der Nähe eines Labyrinths wieder, das von Ausgestoßenen und Rebellen bewohnt wird, die mit der absoluten Herrschaft des „Großen Tyrannen“ in der Hauptstadt Sogo nicht einverstanden sind. Barbarella trifft auf den blinden Pygar (John Phillip Law), einen blonden Engel und nach eigenem Bekunden letzter der Ornithanthropen. Aus Trauer hat er die Lust am Fliegen verloren, denn in Sogo wurde er schrecklich gequält. Barbarella verliebt sich in ihn, und nach einer intensiven sexuellen Begegnung kann Pygar endlich wieder abheben. Er bringt die Astronautin zu Professor Ping (Marcel Marceau), einem etwas schusseligen Professor, der Barbarellas lädiertes Raumschiff instand setzt, während sie mit Pygar in die Hauptstadt des „Großen Tyrannen“ fliegt. Unterwegs werden sie beschossen, können sich aber mit ihren Laserwaffen behaupten.
In der Stadt werden sie bereits von der Schwarzen Königin (gespielt von Anita Pallenberg) erwartet, einer leidenschaftlichen Sadomasochistin, die eine Peitsche schwingt und Barbarella zur  lesbischen Liebe bekehren will. Als Barbarella sich weigert, lässt die „Große Tyrannin“ sie in einen Käfig mit aggressiven Vögeln einsperren und den halbnackten Pygar „kreuzigen“. Der devote Gehilfe der Königin, der sich erst später als Durand Durand entlarvt, klärt Barbarella darüber auf, woher die Energie für die Stadt der Bosheit kommt: Aus dem Matmos, einem Ozean, der sich aus den verbrecherischen und destruktiven Gedanken der Bevölkerung speist. Dank des Rebellen Dildano (David Hemmings) gelingt Barbarella und Pygar die Flucht. Der Befreier besitzt einen unsichtbaren Schlüssel zur geheimen „Kammer der Träume“ der Königin und händigt ihn Barbarella nach dem Austausch von buchstäblich haarsträubenden „Verzückungspillen“ aus.
Zurückgekehrt nach Sogo, um die Hauptstadt der Bosheit zu zerstören, wird Barbarella abermals festgenommen und von einem wegen seiner Bosheit um 30 Jahre gealterten Durand Durand in eine „Lustmaschine“ gesperrt, eine Art Orgel, die, wenn sie gespielt wird, ihre Opfer durch ein Übermaß an sexueller Lust tötet. Doch Barbarellas sexuelle Energie ist zu stark, die Maschine explodiert. Aufgebracht reißt Durand Durand den unsichtbaren Schlüssel zur „Kammer der Träume“ der Königin an sich und sperrt Barbarella mit der Tyrannin dort ein. Als er sich selbst zum Herrscher über Sogo ausruft, kommt es jedoch zum Aufstand, und den Rebellen gelingt der Sieg über die Truppen des Bösewichts.
In die Enge getrieben, greift Durand Durand zu seiner mächtigsten Waffe, der gigantischen „Positronen-Strahlenkanone“, mit deren Hilfe er die Rebellen vorübergehend in die vierte Dimension versetzt. Aus Rache öffnet die Schwarze Königin die Schleusen zum Matmos, in der Annahme, alles zu vernichten. Doch Barbarella kann der Ozean aus bösen Absichten nichts anhaben: Sie ist unschuldig, deshalb stößt er sie ab und bildet um sie und die Schwarze Königin eine Blase. Gerettet, treffen sie auf Pygar, der die beiden Frauen unter seine Flügel nimmt und zurück zum mittlerweile reparierten Raumschiff transportiert. Gefragt, warum er auch die Tyrannin vor dem Tod bewahrt, antwortet Pygar: „Ein Engel kann sich nicht erinnern.“

## Hintergrund
Der italienische Produzent Dino De Laurentiis betreute 1967 zwei aufwändige Comic-Verfilmungen parallel. Weil bei der Vorbereitung von Barbarella technische Probleme auftraten, wurde das andere groß angelegte Action-Projekt, Gefahr: Diabolik!, vorgezogen, wo der gut aussehende John Phillip Law ebenfalls als Hauptdarsteller beteiligt war. Auch weitere Mitwirkende im Barbarella-Stab, wie die Drehbuchautoren Tudor Gates und Brian Degas waren dort vorübergehend tätig. Einige Diabolik-Sets auf dem Studiogelände von Cinecittà in Rom wurden nach Ende der Dreharbeiten am 18. Juni 1967 für die direkt danach begonnene Barbarella-Produktion wieder verwendet.
Für die Hauptrolle waren zuerst Sophia Loren und Brigitte Bardot angefragt worden. Die blonde Italienerin Virna Lisi galt danach als erste Wahl, aber sie brach die Verhandlungen ab. Für Jane Fonda, die seit 1965 mit Roger Vadim verheiratet und bis dahin nur als Tochter von Henry Fonda bekannt war, bedeutete diese Rolle den internationalen Durchbruch. Sie soll das Angebot zunächst in den Papierkorb geworfen haben, aus dem Vadim es mit dem Ausruf „Ganz großartig!“ herausfischte, weil er selbst ein Fan von Comics war und eifrig MAD las. Nach eigener Aussage wollte Vadim seine Ehefrau zur „Alice im Wunderland“ der Zukunft machen. Fonda selbst hielt den Film von Anfang an für frauenfeindlich, unterstützte Vadim jedoch dessen ungeachtet bei dem Projekt. Damals hatte Fonda bereits zwei „Nacktskandale“ hinter sich: 1965 sorgte ein Nacktfoto von ihr als achtstöckiges Werbeplakat für den Vadim-Film  Der Reigen (1964), engl. Circle of Love, für Aufregung. Ein Jahr später waren einige freizügige Probenfotos für Roger Vadims Erotikfilm Die Beute  (1966), engl. The Game Is Over, an den Playboy verkauft worden.
Den Modeschöpfer Paco Rabanne machte der Film schlagartig bekannt. Von dessen Ideen ließ sich Kostümbildner Jacques Fonteray unter anderem für Jane Fondas hautengen Catsuit inspirieren. Rabanne selbst soll Barbarellas grünes Outfit in der Schlussszene entworfen haben. Das Filmposter für den Vertrieb im englischsprachigen Raum entwarf der britische Illustrator und Werbefachmann Robin Ray, der später unter dem Pseudonym Erich von Götha als Meister des erotischen Comics bekannt wurde.
An einer Stelle wird das galaktisch anmutende Kennwort Llanfairpwllgwyngyllgogerychwyrndrobwllllantysiliogogogoch benutzt – tatsächlich ist es der Name einer Gemeinde in Wales.
Bei den im August 1967 in Cinecittà anlaufenden, schwierigen Dreharbeiten musste Jane Fonda, um Schwerelosigkeit vorzutäuschen, ihren Striptease auf einer nicht ganz verlässlich wirkenden Glasplatte liegend absolvieren. Die Idee dazu hatte nach Fondas Angaben Kameramann Claude Renoir, der Neffe des französischen Filmregisseurs Jean Renoir. Vadim hatte ihr versprochen, allzu viel etwaige Nacktheit mit den Buchstaben des Vorspanns zu überdecken, was auch eingehalten wurde. Während der Aufnahmen wurde Fonda mehrfach verletzt: In der Szene, in der sie von Vögeln attackiert wird, hatten die Ausstatter Vogelfutter in ihr Kostüm genäht. Gleichwohl war das Verhalten der Vögel noch zu friedfertig. Daher setzte Regisseur Roger Vadim Ventilatoren ein, um die Tiere in Fondas Richtung zu scheuchen, wobei die Kolibris, Zaunkönige und Wellensittiche vor Aufregung Unmengen Kot produzierten. Dabei erkrankte die Darstellerin so schwer, dass sie im Krankenhaus behandelt werden musste. Nachdem Fonda durch ein Plastik-Rohr „geschossen“ worden war, bekam sie Magenprobleme und Hautabschürfungen. Für die Flugszenen musste sie ein so enges und hartes Metall-Korsett tragen, dass die „Schmerzen nicht auszuhalten waren“. Vor dem Filmen der „Sex-Orgel“-Szenen verschwieg Vadim seinen Hauptdarstellern, dass im großen Stil Pyrotechnik eingesetzt werden würde, um ein möglichst authentisches Erschrecken hervorzurufen. Vadim begann während der Dreharbeiten schon mittags Alkohol zu konsumieren, Fonda litt damals aus Unzufriedenheit mit ihrer Rolle unter Essstörungen und Selbsthass.

## Synchronisation
| Rolle                         | Darsteller        | Synchronsprecher   |
| ----------------------------- | ----------------- | ------------------ |
| Barbarella                    | Jane Fonda        | Ursula Herwig      |
| Pygar, der blinde Vogelmensch | John Phillip Law  | Joachim Ansorge    |
| Der Große Tyrann              | Anita Pallenberg  | Beate Hasenau      |
| Concierge / Durand Durand     | Milo O’Shea       | Paul Edwin Roth    |
| Professor Ping                | Marcel Marceau    | Hugo Schrader      |
| Präsident der Erde            | Claude Dauphin    |                    |
| Captain Sun                   | Serge Marquand    |                    |
| Dildano                       | David Hemmings    | Christian Brückner |
| Mark Hand                     | Ugo Tognazzi      | Horst Niendorf     |
| Captain Moon                  | Véronique Vendell |                    |

## Kritiken
- Pauline Kael vom The New Yorker hielt Fonda für eine „wunderbar passende Heldin in einer Porno-Komödie“, weil sie sich bei all ihrer typisch amerikanischen Einfalt und Verspieltheit jederzeit über ihr unanständiges Tun im Klaren gewesen sei, was Fonda von jeder beliebigen anderen nackten Schauspielerin unterscheide.[3]
- Für Patrick Lee von Science Fiction Weekly fällt der Film in die Kategorie „so-bad-it’s-good“ (so schlecht, dass es [schon wieder] gut ist).
- Almar Haflidason von der BBC lobte die Kameraarbeit und die ausgefallenen, wenn auch billig aussehenden Sets und bemängelte, dass der Film zeitweise nervtötend werden könne.
- Zu einem zwiespältigen Urteil gelangte der Evangelische Film-Beobachter: „Aufwendig gedrehtes Pop-Märchen […]. Insgesamt zu viel Kulisse und zu wenig Witz. Nicht gerade langweilig, aber auch nicht als unterhaltend zu empfehlen.“[5]

„Die aufwendige utopische Vision, nach der bekannten Comicstrip-Vorlage, ist reich mit Show-Effekten und technischen Kabinettstückchen beladen.“

## Zitat
Wenn ich mir ansehe, was Schauspieler heutzutage in Actionfilmen über sich ergehen lassen müssen, kam ich aber noch ganz glimpflich davon. Jane Fonda (2005)

## Auszeichnungen
Jane Fonda wurde für ihre Rolle 1970 für den Laurel Award nominiert.
Bei einer Auflistung der „100 besten Filme für Männer“ („The 100 Greatest Guy Movies Ever Made“) des Männermagazins Maxim (August 1998) landete der Film auf Rang 86.

## Zitate, Hommagen und Neubearbeitungen
- Die Band Duran Duran benannte sich nach dem (fast) gleichnamigen Bösewicht.
- Kylie Minogue zitierte den schwerelosen Striptease in ihrem Musik-Video zu Put Yourself in My Place, Jem desgleichen in einem ihrer beiden Videos zu They.
- Die Band Matmos und der Lavalampen-Hersteller Mathmos übernahmen ihre Namen von der lavaartigen Masse, die in dem Film eine wichtige Rolle spielt.
- Die Techno-Produzenten Sven Väth und Ralf Hildenbeutel ließen sich durch den Film zu fünf Titeln für das Album The Art of Dance inspirieren.[7]
- Stan Lee wählte 2003 für seine spärlich bekleidete Cartoonheldin, die als Agentin mit geheimem Auftrag Schurken zur Strecke bringt und äußerlich (und stimmlich) an Pamela Anderson angelehnt ist, den Namen Stripperella.
- In der Serie Absolutely Fabulous gibt es eine Anspielung auf Barbarella. Einer der Charaktere, Patsy Stone, hat anscheinend in den 1970ern bei einem Porno mitgespielt und heißt dort Boobarella.
- In Wien hatte im März 2004 ein gleichnamiges Musical Premiere. Die Musik komponierte David A. Stewart, die Titelrolle spielte Nina Proll, die Rolle der Schwarzen Königin spielte Eva Maria Marold.
- Unter der Regie von Robert Rodriguez war eine Neuverfilmung geplant, das Projekt wurde jedoch wieder abgesagt.
- Filmgeschichtliche Wirkung haben gleich mehrere Motive aus Barbarella entfaltet:
  - Beim Betreten des Labyrinths vor der Stadt Sogo werden Sklaven gezeigt, die in einem spinnwebenartigen Kokon gefangen sind. Die Szene hat große Ähnlichkeit mit den Opfern des Alien in James Camerons Aliens – Die Rückkehr.
  - Die Inszenierung des Vogelmenschen Pygar als Gekreuzigter wird in Jonathan Demmes Das Schweigen der Lämmer zitiert, als Hannibal Lecter bei seinem Ausbruch aus dem Käfig einen seiner Bewacher in ähnlicher Haltung im Raum aufhängt.
- Während einer Kunstausstellung (8. Februar – 19. April 2009) im Berliner KW Institute for Contemporary Art wurde der Vorspann des Films wieder einer breiteren Öffentlichkeit vorgeführt. Im Eingangsbereich des Veranstalters wurde von einem Künstler ein ca. 5 m breites und 3 m hohes Gemälde der sich entkleidenden Jane Fonda mittels Airbrush angefertigt. Dieses Bild ist zum Teil auch auf dem Flyer zur Ausstellung zu sehen.
- Emily Fields aus der US-Serie Pretty Little Liars verkleidete sich während der 3. Staffel in einer Halloween-Episode als Barbarella.
- Die Selbstmordzellen in der Serie Futurama sind angelehnt an die Prüfung von Barbarella und Pygar, aus der sie von dem Concierge des großen Tyrannen gerettet werden.

## Erstaufführungen
- USA 10. Oktober 1968
- Deutschland 11. Oktober 1968